# Adriaan Pelt
Adrianus Pelt (Koog aan de Zaan, 8 mei 1892 – Hermance, 12 april 1981) was een Nederlands journalist, (internationaal) ambtenaar en diplomaat.
Als verslaggever voor het dagblad De Telegraaf verbleef hij tijdens de Eerste Wereldoorlog in Londen en Parijs. Daar studeerde hij ook diplomatie aan de École libre des sciences politiques. Hij trouwde met een Française.
Van 1920 tot 1940 werkte hij bij de Volkenbond als voorlichter en vanaf 1934 als hoofd voorlichting. Hij bezocht in het interbellum veel van de brandhaarden in de wereld, zoals Mantsjoerije en India.
Tijdens de Tweede Wereldoorlog was hij hoofd van de Regeringspersdienst, later Regeringsvoorlichtingsdienst te Londen. Daar richtte hij de Anep-Aneta op, de vrije tegenhanger van het Algemeen Nederlands Persbureau (ANP) dat in Nederland actief bleef onder Duits toezicht. Hij zette Radio Oranje en De Brandaris op poten, die Nederlandstalige programma's onder Nederlandse verantwoordelijkheid over Engelse zenders uitzonden. Pelt begon ook een luisterdienst voor het volgen van de berichtgeving op de Nederlandse radio in bezet gebied.
In 1945 was Pelt in San Francisco als lid van de Nederlandse delegatie betrokken bij de opstelling van het Handvest van de Verenigde Naties. Begin 1946 werd hij een van de drie adjuncten onder secretaris-generaal Trygve Lie. Hij kreeg de verantwoordelijkheid voor de VN-conferenties en voor de algemene diensten, later voor Europese kwesties.
Op 10 december 1949 werd hij benoemd tot hoge commissaris voor Libië. Hij kreeg de opdracht uit de Engelse gebieden Cyrenaica en Tripolitanië, plus het Franse gebied Fezzan een Libische staat te vormen, die vóór 1 januari 1952 onafhankelijk moest zijn. Hij moest de stammen en volkeren in de drie gebieden tot elkaar brengen, ze helpen een grondwet op te stellen en een bestuursapparaat opbouwen. Intussen moest hij namens de Verenigde Naties het gebied besturen.
Het onderling wantrouwen van de volkeren die de nieuwe staat moesten gaan vormen, was groot. Toch slaagde Pelt tijdig in het opstellen van een grondwet, en op 24 december kon hij de macht overdragen aan koning Idris. Pelt keerde terug naar het hoofdkantoor van de VN, en was van 1952 tot aan zijn pensionering in 1957 directeur van het Europese bureau van de VN in Genève.

## Eerbetoon
- Als dank voor zijn inzet in Libië werd er in Tripoli een straat naar Pelt genoemd.
- Op 9 januari 1956 kreeg Pelt een eredoctoraat van de Gemeentelijke Universiteit van Amsterdam.
- In 1958 ontving hij de Wateler Vredesprijs.

## Publicaties (selectie)
- Adrian Pelt: Libyan independence and the United Nations. A case of planned decolonization (Foreword by U Thant). Yale University Press, New Haven, 1970. ISBN 0300012160
- Ismail Raghib Khalidi: Constitutional development in Libya (Foreword by A. Pelt). Beiroet, 1956.